# Festival de Cinema de Gijón
El Festival Internacional de Cinema de Gijón/Xixón (en asturià: Festival Internacional de Cine de Xixón, FICX) és un certamen cinematogràfic que se celebra a Gijón (Astúries). Des de 2017 en director del festival és el periodista, programador i cineasta Alejandro Díaz Castaño. De l'11 al 19 de novembre de 2022 es va celebrar la LX edició del festival.

## Història
El Festival es remunta a l'any 1963. Al principi va ser una iniciativa de l'Ajuntament de Gijón que va comptar amb la col·laboració de la Caixa d'Estalvis d'Astúries, la posterior Cajastur. Avui dia aquestes entitats segueixen col·laborant en el certamen, la primera com a organitzadora i la segona com una de les patrocinadores.
El primer any en el qual es va celebrar va rebre el nom de Certamen Internacional de Cinema i TV Infantil. Entre 1964 i 1968 va conservar el mateix nom, encara que canviant la part final "infantil" per "per a nens". Entre 1969 i 1976 la TV va deixar d'aparèixer en el nom oficial del certamen. A partir de 1977 i fins a 1987 (amb petites variants el 1984, 1986 i 1987) va utilitzar el nom de Certamen Internacional de Cinema per a la Infància i la Joventut. Encara que ja el 1986 va començar a anteposar a aquest nom el de Festival Internacional de Cinema de Gijón, aquest nom no quedarà com l'únic fins a l'edició de l'any 1988. Els seus orígens com a festival per a la infància i la joventut expliquen l'especial interès que aquest festival ha prestat sempre al públic més jove. Tots els anys hi ha un jurat compost per joves entre 17 i 25 anys, que se selecciona entre aquells que ho sol·liciten.
L'actual director, José Luis Cienfuegos, va ser nomenat el 1995 després de la marxa de Juan José Plans. En aquell moment el Festival depenia de la Sociedad Mixta de Turismo iy Festejos de Gijón, S. A., que s'ocupava d'activitats tant turístiques com a culturals de la ciutat.

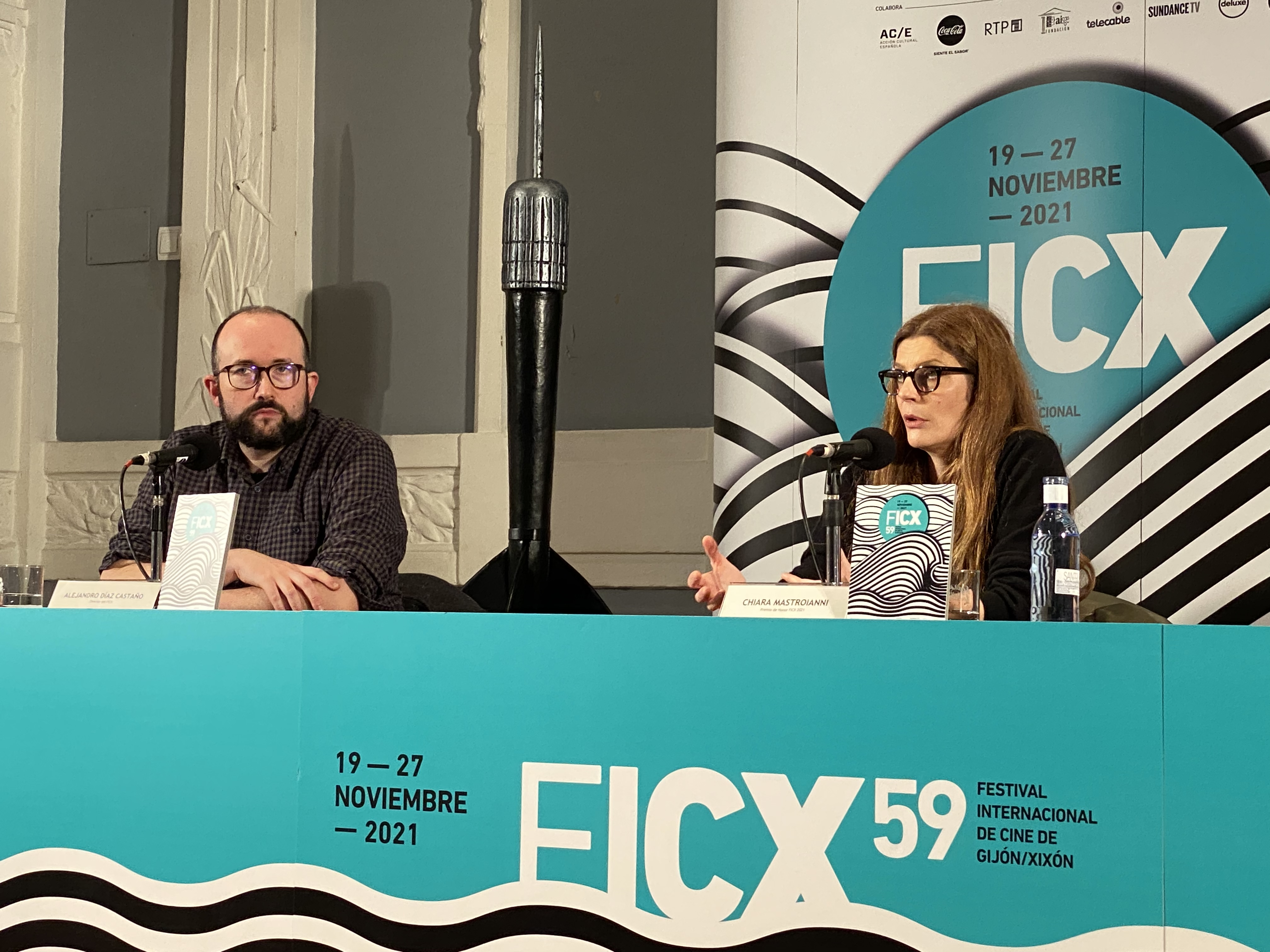
FICX59 Chiara Mastroianni i Alejandro Díaz Castaño

La reinauguració del Teatre Municipal Jovellanos i el progressiu augment de les activitats culturals, musicals i d'oci de la ciutat va portar a aquesta societat, a principis de 1996, a dividir-se en dos, formant-se, en maig de 1996 l'Entitat Mercantil Artístic-Musical Teatre Municipal Jovellanos de Gijón, S. A. que avui dia és qui organitza l'esdeveniment al costat de l'Ajuntament de la ciutat.
Aquesta entitat s'ocupa de la gestió del Teatre Jovellanos, de l'àrea de Festivitats de la ciutat i també de l'organització del Festival Internacional de Cinema de Gijón.
Al llarg dels últims anys han passat pel Festival de Gijón alguns dels més prestigiosos professionals del cinema independent a nivell mundial. Han visitat aquest festival com a directors homenatjats, entre d'altres, Abbas Kiarostami, Aki Kaurismäki, Todd Haynes, Pedro Costa, Paul Schrader, Joao Cesar Monteiro, Seijun Suzuki, Jem Cohen, Kenneth Anger, Ulrich Seidl, Hal Hartley, Lukas Moodysson, Tsai Ming-liang, Claire Denis o Todd Solondz i també ha comptat amb la presència de professionals nacionals i internacionals en el jurat internacional o presentant pel·lícules a les diverses seccions del programa: John Cale, Maria Schneider, Monte Hellman, Paprika Steen, Julio Médem, Fele Martínez, Elvira Mínguez, Jorge Perugorría, María Esteve, Tristán Ulloa, Daniel Guzmán o Jan Cvitkovic.
Durant la celebració del Festival Internacional de Cinema de Gijón s'organitzen cursos, taules rodones, trobades amb els directors i concerts diaris, a més de festes amb música en directe.
El Festival atorga diversos premis en les diferents seccions competitives del seu programa comptant amb un Jurat Internacional (format per almenys cinc professionals de diferents països), un Jurat Jove (format per 50 joves d'entre 17 i 26 anys) i, des de 2005 un Jurat FIPRESCI (Federació Internacional de Crítics Cinematogràfics), i també col·labora en altres iniciatives amb l'objecte de promoure la indústria cinematogràfica en Astúries.
L'edició de 2008, celebrada del 20 al 29 de novembre, va comptar amb les retrospectives de Joana Hadjithomas i Khalil Joreige. Així mateix, dins de l'àmbit del festival, es van celebrar concerts de Barry Adamson, The Ladybug Transistor, Remate, Russian Red i Swag, entre otros.

## Palmarès del festival

### Premi Principat d'Astúries al Millor Llargmetratge
- 1994: Les meves aventures amb Nanuk l'esquimal (Kabloonak) de Claude Massot ().
- 1995: Heavy de James Mangold ().
- 1996: Floating Life de Clara Law ().
- 1997: Made in Hong-Kong (Xianggang zhizao) de Fruit Chan ()
- 1998: Orphans de Peter Mullan ().
- 1999: Abendland, de Fred Kelemen ().
- 2000: Last Resort de Pawel Pawlikowski ()).
- 2001: Días perros (Hundstage) d'Ulrich Seidl (().
- 2002: Lilja 4-ever, de Lukas Moodysson ().
- 2003: Schultze Gets the Blues de Michael Schorr ().
- 2004: Vento di Terra de Vincenzo Marra ().
- 2005: Ultranova de Bouli Lanners ().
- 2006: Sehnsucht de Valeska Grisebach ().
- 2007: Bang Bang Wo Ai Shen de Lee Kang-Sheng ().
- 2008: Liverpool de Lisandro Alonso ().
- 2009: La Pivellina, de Tizza Covi i Rainer Frimmel (,()).[6]
- 2010: Marti, dupa craciun de Radu Muntean ().
- 2011: (ex aequo):
  - El estudiante de Santiago Mitre () i
  - La guerre est déclarée de Valérie Donzelli ()
- 2012: About the Pink Sky de Keiichi Kobayashi ().
- 2013: Ida de Pawel Pawlikowski ().
- 2014: Titli de Kanu Behl ().
- 2015: Right Now, Wrong Then de Hong Sang-soo ().
- 2016: Glory de Kristina Grozeva i Petar Valchanov ()
- 2017: En attendant les barbares, d'Eugène Green
- 2018: Hotel by the River, de Hong Sang-soo
- 2019: Vitalina Varela, de Pedro Costa
- 2020: Marygoround, de Daria Woszec  compartit amb 9 fugas, de Fon Cortizo
- 2021: Rien à foutre de Emmanuel Marre i Julie Lecoustre
- 2022: Metronom de Alexandru Belc
- 2023: De Facto de Selma Doborac

### Premi Principat d'Astúries al Millor Curtmetratge
- 1994: mencions especials (no fou premi fins a 1995):
  - Xicu'l Toperu de Gonzalo Tapia Suárez ();
  - High Castle de Michio Harada;
  - Stand Back de Blaise Chakir ().
- 1995: Ventimiglia de Fulco Lorenzo i Marc van Uchelen ().
- 1996: Esposados de Juan Carlos Fresnadillo ().
- 1997: Possum de Brad McGann ().
- 1998: [Hund de Clemens Schönborn ().
- 1999: Hongos de Manuel Salazar ().
  - Menció especial: De zone de Ben van Lieshout ().
- 2000: Better or Worse? de Jocelyn Cammack ().
- 2001: Les chaussettes sales de David Lanzmann ().
- 2002: Am see d'Ulrike von Ribbeck ().
- 2003: 7:35 de la mañana de Nacho Vigalondo ().
- 2004 (ex aequo):
  - Bregman, el Siguiente de Federico Veiroj (, ); i
  - Srce Je Kos Mesa de Jan Cvitkovič ().
- 2005: Flesh' de Edouard Salier ().
- 2006: Primera nieve de Pablo Agüero (, ).
- 2007: Liudi iz kamnya de Leonid Rybakov ().
- 2009: Bingo de Timur Ismailov ().[6]
- 2010:(ex aequo):
  - Coming Attractions de Peter Tscherkassky () i
  - Mercúrio de Sandro Aguilar ().
  - Menció especial: Fotografia de Victor Dragomir ().
- 2011:(ex aequo):
  - At the Formal de Andrew Kavanagh ().
  - Meteor de Christoph Girardet i Matthias Müller ().
- 2012: Abgestempelt  de Michael Rittmannsberger ().
- 2013: :(ex aequo):
  - Parvaneh de Talkhon Hamzavi ().
  - Cargo Cult de Bastien Dubois ().
- 2014: Prends-moi  d'Anais Barbeau-Lavalette i André Turpin ().
- 2015: Copain de Jan Roosens i Raf Roosens ().
- 2017: La bouche, de Camilo Restrepo
- 2018: Imperial Valley, de Lukas Marxt  | Premi "Arcu Atlánticu": La casa de Julio Iglesias, de Natalia Marín
- 2019: Lonely Rivers, de Mauro Herce
- 2020: To grow under a wild cherry tree, d'Agata Olteanu
- 2021: Train Again de Peter Tscherkassky [7]
- 2023: Blow! de Neus Ballús

### Premi al Millor Director
- 1994: Claude Massot, per Les meves aventures amb Nanuk l'esquimal.
- 1995: Michael Rymer, per Angel Baby.
- 1996: Clara Law, per Floating Life.
- 1997: Tom Tykwer, per Winter sleepers: somniadors (Winterschläfer).
- 1998: Thomas Vinterberg, per Celebració (Festen).
- 1999: Zhang Yuan, per Guo nian hui jia.
- 2000: Lukas Moodysson, per Junts (Tillsammans).
- 2001: Majid Majidi, per Baran (Pluja).
- 2002: Iain Dilthey, per Das Verlangen.
- 2003: Michael Schorr, per Schultze Gets the Blues.
- 2004: Pablo Trapero, per Familia rodante.
- 2005: Jean-Marc Vallée, per CRAZY.
- 2006 (ex aequo):
  - Maziar Miri, per Be Ahestegi... (Gradually...); i
  - Mahamat Saleh Haroun, per Daratt.
- 2007: Aleksei Balabànov, per Gruz 200 (Càrrec 200).
- 2008: Sergey Dvortsevoy, per Tulpan
- 2009: Lynn Shelton, per Humpday.[6]
- 2010: Kelly Reichardt, per Meek's Cutoff
- 2011: Ruben Östlund, per Play
- 2012: Lee Sang-woo, per Barbie (pel·lícula)
- 2013: Jeremy Saulnier, per Blue Ruin
- 2014: Nima Javidi, per Melbourne (pel·lícula)
- 2015: Arturo Ripstein, per La calle de la amargura
- 2017: Ana Urushadze per Scary Mother[8]
- 2018: Radu Jude per I Do Not Care If We Go Down in History as Barbarians i Dominga Sotomayor per Tarde para morir joven
- 2019: Lou Ye per Saturday Fiction
- 2023: María Aparicio per Las cosas indefinidas

### Premi al Millor Actor
- 1994: Szabolcs Hajdu, per Jó éjt királyfi (Bona nit, dolç príncep).
- 1995: Jason Andrews, per Rhythm Thief.
- 1996: Manuel Alexandre, per El ángel de la guarda.
- 1997: Lothaire Bluteau, per Bent.
- 1998: Gary Lewis, per Orphans.
- 1999: Guillaume Depardieu, per Pola X.
- 2000: Michael Nyquist, per Junts.
- 2001: John Cameron Mitchell, per Hedwig and the Angry Inch.
- 2002: Adam Sandler, per Punch-Drunk Love.
- 2003: Konstantin Lavronenko, Vladimir Garin i Ivan Drobronravov (ex aequo), per El retorn (Vozvrashcheniye).
- 2004: Mohammed Khouas, per Lila dit ça.
- 2005: Mark O'Halloran i Tom Murphy (ex aequo), per Adam & Paul.
- 2006: Shia LaBeouf, Channing Tatum, Martin Compston, Adam Scarimbolo i Peter Anthony Tambaki (ex æquo), per A Guide to Recognizing your Saints.
- 2007: Mathieu Amalric, per La question humaine.
- 2009: Mark Duplas i Joshua Leonard, per Humpday.[6]
- 2010: Mimi Branescu, per Marti, dupa craciun.
- 2011: Jérémie Elkaïm, per La guerre est déclarée
- 2011|2012: Yosef Carmon, per Epilogue
- 2011|2013: Alexandre Landry, per Gabrielle
- 2011|2014: Dawid Ogrodnik, per Life Feels Good
- 2015: Jung Jae-young per Right Now, Wrong Then.
- 2017: Harry Dean Stanton (pòstum) per Lucky
- 2018: Ki Joo-bong, per Hotel by the River
- 2019: Marc Maron, per Sword of Trust
- 2020: Conrad Mericoffer, per Poppy Field
- 2021: Jean-Michel Lemoine per Poulet Frites
- 2022: Marc Maron per To Leslie
- 2023: Temiko Chinchinadze per Blackbird Blackbird Blackberry

### Premi a la Millor Actriu
- 1994: Ghita Norby, per Det bli'r i familien (Afers de família).
- 1995: Renee Humphrey i Alicia Witt (ex aequo), per Fun.
- 1996: Dina Panozzo, per Fistful of Flies.
- 1997: Samantha Morton, per Under the Skin.
- 1999: Hilary Swank, per Boys Don't Cry.
- 2000: Dina Korzun, per Last Resort.
- 2001: Eva Löbau, per Ich werde dich auf Händen tragen.
- 2002: Oksana Akinshina, per Lilja 4-ever.
- 2003: Frances McDormand, per El carrer de les temptacions (Laurel Canyon).
- 2004: Graciana Chironi, per Familia rodante.
- 2005: Tilda Swinton, por Thumbsucker.
- 2006: Sima Mobarak-Shahi, Shayesteh Irani, Ayda Sadeqi, Golnaz Farmani i Mahnaz Zabihi, (ex aequo) per Offside.
- 2007: Marie-Christine Friedrich, per Tout est pardonné.
- 2009: Patricia Gerardi, per La Pivellina.[6]
- 2010: Mirela Oprisor i Maria Popistasu per Marti, dupa craciun.
- 2011: Valérie Donzelli, per La guerre est déclarée
- 2012: Golshifteh Farahani, per Syngué Sabour.
- 2013: Agata Kulesza, per Ida.
- 2014: Shivani Raghuvanshi, per Titli.
- 2015: Loubna Abidar, per Much Loved.
- 2017: Kim Min-hee per On the Beach at Night Alone[9]
- 2018: Olivia Colman, per The Favourite
- 2020: Grazyna Misiorowska, per Marygoround
- 2021: Anastasia Budiashkina per Olga
- 2022: Andrea Riseborough per To Leslie
- 2023: Eka Chavleishvili per Blackbird Blackbird Blackberry

### PremiDaniel Taradashal Millor Guió
- 1994: Istvan Kardos, per Jó éjt királyfi (Bona nit, dolç príncep).
- 1995: James Mangold, per Heavy.
- 1996: Karine Sudan, per Miel et cendres.
- 1997: Fruit Chan, per Made in Hong-Kong.
- 1998: Hans Christian Schmid, per 23.
- 1999: Andrew McGahan, per Praise.
- 2000: Lukas Moodysson, per Junts.
- 2001: Majid Majidi, per Baran (Pluja).
- 2002: Paul Thomas Anderson, per Punch-Drunk Love.
- 2003: Vladimir Moiseyenko i Alexander Novototsky, per El retorn.
- 2004: Ziad Doueiri, per Lila dit ça.
- 2005: Jean-Marc Vallée i François Boulay, per CRAZY.
- 2006: John Cameron-Mitchell, en col·laboració amb els seus actors, per Shortbus.
- 2007: Ariel Rotter, per El otro.
- 2009: Philippe Liorel, Emmanuel Courcol i Olivier Adam, per Welcome.[6]
- 2010: Benjamin Heisenberg i Martin Prinz per Der Räuber.
- 2011: Santiago Mitre per El estudiante.
- 2012: Amir Manor per Epilogue.
- 2013: Pawel Pawlikowski i Rebecca Lenkiewicz per Ida.
- 2014: Nima Javidi per Melbourne.
- 2015: Celso García, per La delgada línea amarilla.
- 2017: Stephan Komandarev, per Directions
- 2018: Hong Sang-soo, per Hotel by the River

### PremiGil Parrondoa la Millor Direcció Artística
- 1994: Angelika Kraus, per L'estiu olímpic (Der olympische sommer).
- 1995: Alexei Aguzarov, pel curtmetratge Mausoleum.
- 1996: Therese Deprez, per Jo vaig disparar a l'Andy Warhol (I Shot Andy Warhol) .
- 1997: Alexander Manasse, per Winter sleepers: somniadors.
- 1998: Jacques Rouxel, per Zonzon.
- 1999: Harmony Korine, per Julien, Donkey Boy.
- 2000: Chris Wong, per Xilu xiang.
- 2001: Ek Iemchuen, per Les llàgrimes del tigre negre (Fah talai jone).
- 2002: Daniel Bradford, per The Good Girl.
- 2003: Natascha E. Tagwerk, per Schultze Gets the Blues.
- 2004: Antoine Platteau, per À tout de suite.
- 2005: Patrice Bricault-Vermette, per CRAZY.
- 2006: Jody Asnes, per Shortbus.
- 2007: Antoine Platteau, per La question humaine.
- 2009: Gustavo Ramírez, per Mal día para pescar.[6]
- 2010: Vali Ighigheanu i Andreea Popa per Aurora.
- 2011: Elena Zhukova per Fausto.
- 2012: Dragan Denda per Children of Sarajevo.
- 2013: Marcel Slawinski i Katarzyna Sobanska per Ida.
- 2014: Joanna Wojcik per Life Feels Good.
- 2015: (ex aequo): 
  - Marisa Pecanins, per La calle de la amargura i
  - Jonah Markowitz, per The Diary of a Teenage Girl

### Premi Especial del Jurat
- 1994: Sakali leta, de Jan Hrebejk.
- 1995 (ex aequo):
  - N'oublie pas que tu vas mourir, de Xabier Beauvois;
  - Alpsee (curtmetratge), de Matthias Muller.
- 1996: Kevin Corrigan, Steve Parlavecchio, Lee Holmes i Matthew Hennessey, per Bandwagon.
- 1997: Gummo, d'Harmony Korine.
- 1998: Beshkempir, d'Aktan Abdykalikov.
- 1999: El Color del Paradís (Rang-e khoda), de Majid Majidi.
- 2000: Un temps per a cavalls borratxos (Zamani barayé masti asbha), de Bahman Ghobadi.
- 2001: Maria Hofstätter, per Hundstage.
- 2002: Heremakono, d'Abderrahmane Sissako.
- 2003: El regreso, d'Andrei Zvyaginstsev.
- 2004: Wild Side, de Sébastien Lifshitz.
- 2005 (ex aequo):
  - Iron Island, de Mohammad Rasoolof;
  - Workingman's Death de Michael Glawogger.
- 2006: Hei Yan Quan (I Don't Want to Sleep Alone), de Tsai Ming-Liang.
- 2007: El silenci abans de Bach, de Pere Portabella.
- 2009: Le roi de l'evasión, de Alain Guiraudie.[6]
- 2010: Tilva Ros de Nikola Lezaic.
- 2011: Take Shelter de Jeff Nichols.
- 2012: Dupa dealuri, de Cristian Mungiu
- 2013: Los insólitos peces gato, de Claudia Sainte-Luce
- 2014: Xenia, de Panos H. Koutras
- 2015: La delgada línea amarilla, d'Arturo Ripstein
- 2016: Glory de Kristina Grozeva i Petar Valtxanov[10]
- 2017: Karim Moussaoui, per Until the Birds Return
- 2017: Ramón Lluís Bande, per Cantares de una revolución

### Premi FIPRESCI
- 2005: Ultranova, de Bouli Lanners.
- 2006: Sehnsucht (Longing), de Valeska Grisebach.
- 2007: Cochochi, de Laura Amelia Guzmán i Israel Cárdenas.
- 2010: Meek's Cutoff, de Kelly Reichardt.
- 2011: Terri, de Azazel Jacobs.
- 2012: Syngué Sabour, de Atiq Rahimi.
- 2013: Henri, de Yolande Moreau.
- 2014: Party Girl, de Marie Amachoukeli-Barsacq i Claire Burger.
- 2015: Much Loved, de Nabil Ayouch.
- 2017: Manuel, de Dario Albertini
- 2018: Winter Flies, de Olmo Omerzu
- 2020: Chaco, de Diego Mondaca
- 2021: Palestra de Basovih Marinaro i Sofía Jallinsky
- 2023: Los restos del pasar Luis (Soto) Muñoz, Alfredo Picazo

### Premi del Jurat Jove al Millor Llargmetratge
- 1994 (ex aequo):
  - Les meves aventures amb Nanuk l'esquimal, de Claude Massot.
  - The Imitators, de Richie Winearls.
- 1995: Fun, de Rafal Zielinski.
- 1996: Fistful of Flies, de Monica Pellizzari.
- 1997: Adam & Eva), de Hannes Holm i Mans Herngren.
- 1998: Buffalo 66, de Vincent Gallo.
- 1999: El color del paradís, de Majid Majidi.
- 2000: Junts, de Lukas Moodysson.
- 2001: Late Night Shopping, de Saul Metzstein.
- 2002: Lilja 4-ever, de Lukas Moodysson.
- 2003: Jeux d'enfants, de Yann Samuell.
- 2004: Lila dit ça, de Ziad Doueiri.
- 2005: CRAZY, de Jean-Marc Vallée.
- 2006: Offside, de Jafar Panahi.
- 2007: Juno, de Jason Reitman.
- 2010: (ex aequo):
  - Blue Valentine, de Derek Cianfrance.
  - Todos vós sodes capitáns, d'Oliver Laxe.
- 2011: El estudiante, de Santiago Mitre.
- 2012: Syngué Sabour, de Atiq Rahimi.
- 2013: Ida, de Pawel Pawlikowski.
- 2014: Melbourne, de Nima Javidi.
- 2015: Nasty Baby, de Sebastián Silva.
- 2020: Como el cielo después de llover, de Mercedes Gaviria Jaramillo

### Premi del Jurat Jove al millor curtmetratge
- 1994: Xicu'l Toperu de Gonzalo Tapia Suárez
- 1995: Ventimiglia de Fulco Lorenzo i Marc Van Uchelen
- 1996 - 
  - Esposados de Juan Carlos Fresnadillo
  - Te lo mereces de Felipe J. Luna
- 1997: Hilda Humphrey de Nick Lyon
- 1998: Los Díaz felices de Chiqui Carabante
- 1999: El Beso de la Tierra de Lucinda Torre
- 2000: Who's my favourite girl? d'Adrian J. McDowall
- 2001: La primera vez de Borja Cobeaga
- 2002: Rosso Fango' de Paolo Ameli
- 2003: L'homme sans tête de Juan Solanas  -
- 2004: Flatlife de Jonas Geinaert
- 2005: Tube Poker dirigido por Simon Levene
- 2006: Noen Ganger Gjør Det Vondt (Sometimes it Hurts) dirigit per Geir Henning Hopland
- 2007: Le Mozart des pickpockets dirigit per Philippe Pollet-Villard
- 2010: The External World dirigit per  David OReilly
- 2011: Voice over dirigit per  Martín Rosete
- 2012: Abgestempelt dirigit per  Michael Rittmannsberger
- 2013: La prima legge di Newton dirigit per  Piero Messina
- 2014: Leidi dirigit per  Simón Mesa Soto
- 2015: Madam Black dirigit per  Ivan Barge

## Premi Nacional de CinematografiaNacho Martínez
- 2019, Ernesto Alterio.[11]
- 2018, Juan Diego
- 2017, Verónica Forqué
- 2016, Lluís Homar
- 2015, José Sacristán
- 2014, Imanol Arias
- 2013, Carmelo Gómez
- 2012, Luis San Narciso; Premi d'Honor 50è aniversari, Gil Parrondo.
- 2011, Montxo Armendáriz
- 2010, Charo López
- 2009, Ángela Molina
- 2008, Mercè Sampietro
- 2007, Marisa Paredes
- 2006, Maribel Verdú
- 2005, Assumpta Serna
- 2004, Eusebio Poncela
- 2003, Gonzalo Suárez
- 2002, Juan Echanove

### Premi al Millor Llargmetratge Espanyol
- 2019: My Mexican Bretzel, de Nuria Giménez Lorang
- 2020: Entre perro y lobo, de Irene Gutiérrez
- 2021: Una película sobre parejas de Natalia Cabral i Oriol Estrada[7]

## Premio Mujer de Cine
- 2021, Icíar Bollaín
- 2020, Marisol Carnicero
- 2019, Cristina Huete
- 2018, Esther García Rodríguez
- 2017, Isabel Coixet
- 2016, Mercedes Sampietro